# Фултон-стрит (Манхэттен)
Фу́лтон-стрит (англ. Fulton Street) — улица в Нижнем Манхэттене, Нью-Йорк. По состоянию на 2013 году улица проходила от Саут- до Черч-стрит. Часть Фултон-стрит, проходящая через комплекс ВТЦ, находится на реконструкции. После реконструкции Фултон-стрит будет расширена до Вест-стрит. Участок улицы между Перл- и Саут-стрит является пешеходным и проходит по историческому району Саут-Стрит-Сипорт.
Во времена Нового Амстердама на дороге, по которой впоследствии была проложена Фултон-стрит, находилось три десятка домохозяйств. В них проживало 134 человека, большинство из которых были голландцами. Фултон-стрит была проложена как минимум в 1691 году. В те годы она находилась на самом краю города. В 1764—1766 годах на её пересечении с Бродвеем была возведена епископальная Часовня Апостола Павла. Ныне она является старейшей церковью Манхэттена. На углу Нассо- и Фултон-стрит в 1808 году (по другим данным — в 1806 году) открылась таверна Шейкспиэр, ставшая на протяжении последующих тридцати лет популярным местом у местных литераторов. В 1815 году улица получила своё нынешнее название. Оно было ей дано в честь инженера и изобретателя Роберта Фултона (1765—1815), построившего один из первых пароходов. Такое же название получила и улица в Бруклине, к которой от манхэттенской Фултон-стрит ходил первый в Нью-Йорке паром. В 1832 году на пересечении Фултон- и Клифф-стрит был построен высочайший по тем временам шестиэтажный склад. Вскоре он, однако, обрушился под тяжестью хранимых в нём хлопковых кип, в результате чего погибло семь работников склада. К 1850-м годам улица стала одной из самых оживлённых в городе. Так, в те годы мимо Часовни Апостола Павла в день проезжало по 15 000 конных экипажей. В 1854 году на Фултон-стрит было открыто движение конок, рассчитанных на 40 пассажиров. В восточной части Фултон-стрит в районе Саут-Стрит-Сипорта на протяжении последних двух столетий располагался Фултонский рыбный рынок. Всего рынок возводился четыре раза: в 1822, 1883 (был снесён в 1948 году), 1949 и 1983 годах. В 2005 году он был перенесён в район Хантс-Пойнт в Бронксе.
К началу XX века стоимость земли на Фултон-стрит значительно выросла. Так, в 1905 году один фронтальный фут оценивался в $5000 (около $130 000 по курсу 2013 года). Ныне уличная застройка представлена в основном зданиями в стиле бозар, многие из которых построены во времена позолоченного века. Застройка на Фултон-стрит у Саут-Стрит-Сипорта носит название Шермерхорн-Роу-Блок; этот участок улицы занесён в Национальный реестр исторических мест США.
На улице расположен крупный комплекс метро Фултон-стрит, станции которого последовательно строились с 1905 по 1933 годы.

## Галерея

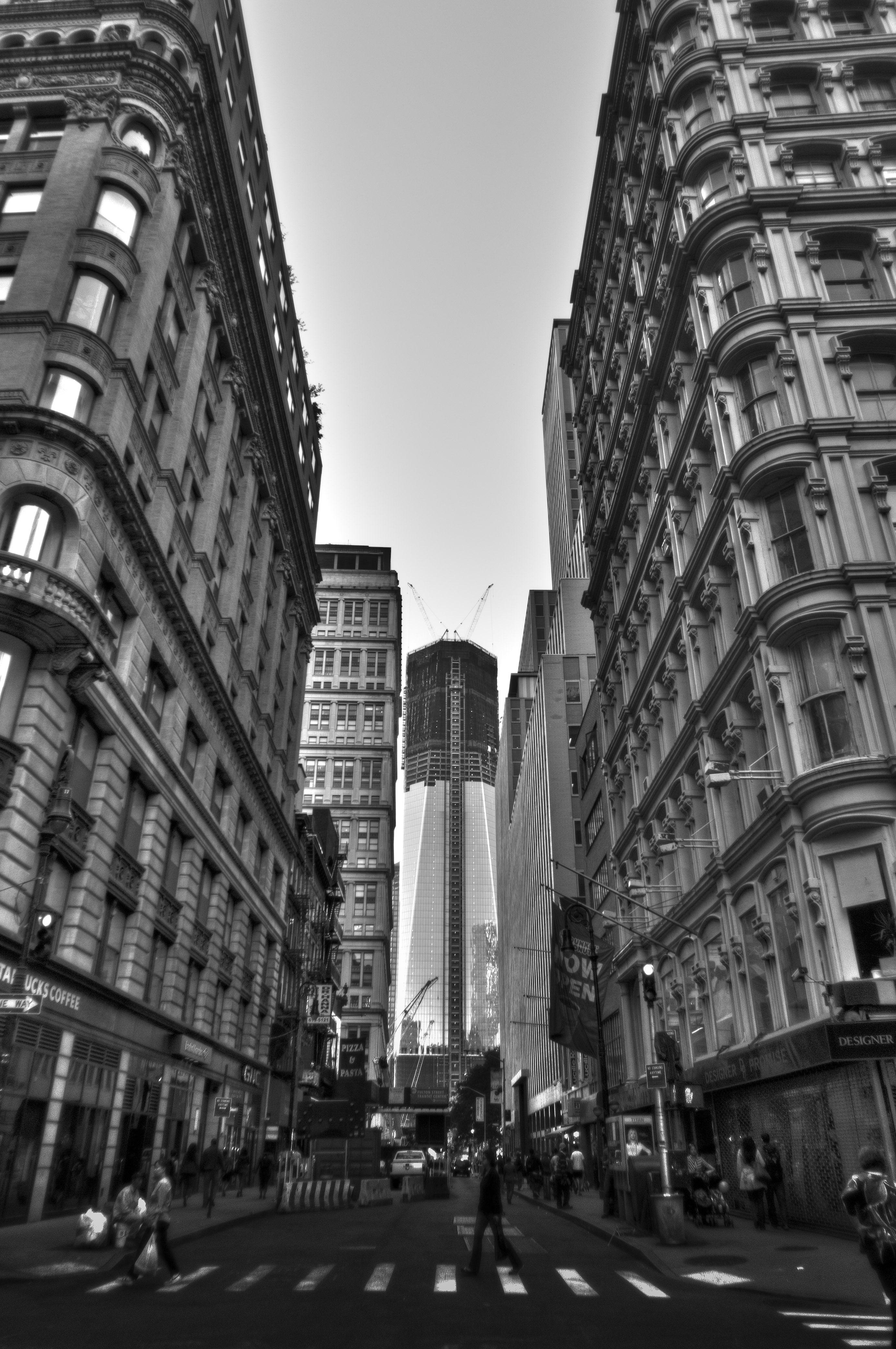
Вид в западном направлении на строящийся Всемирный торговый центр 1 в октябре 2011 года
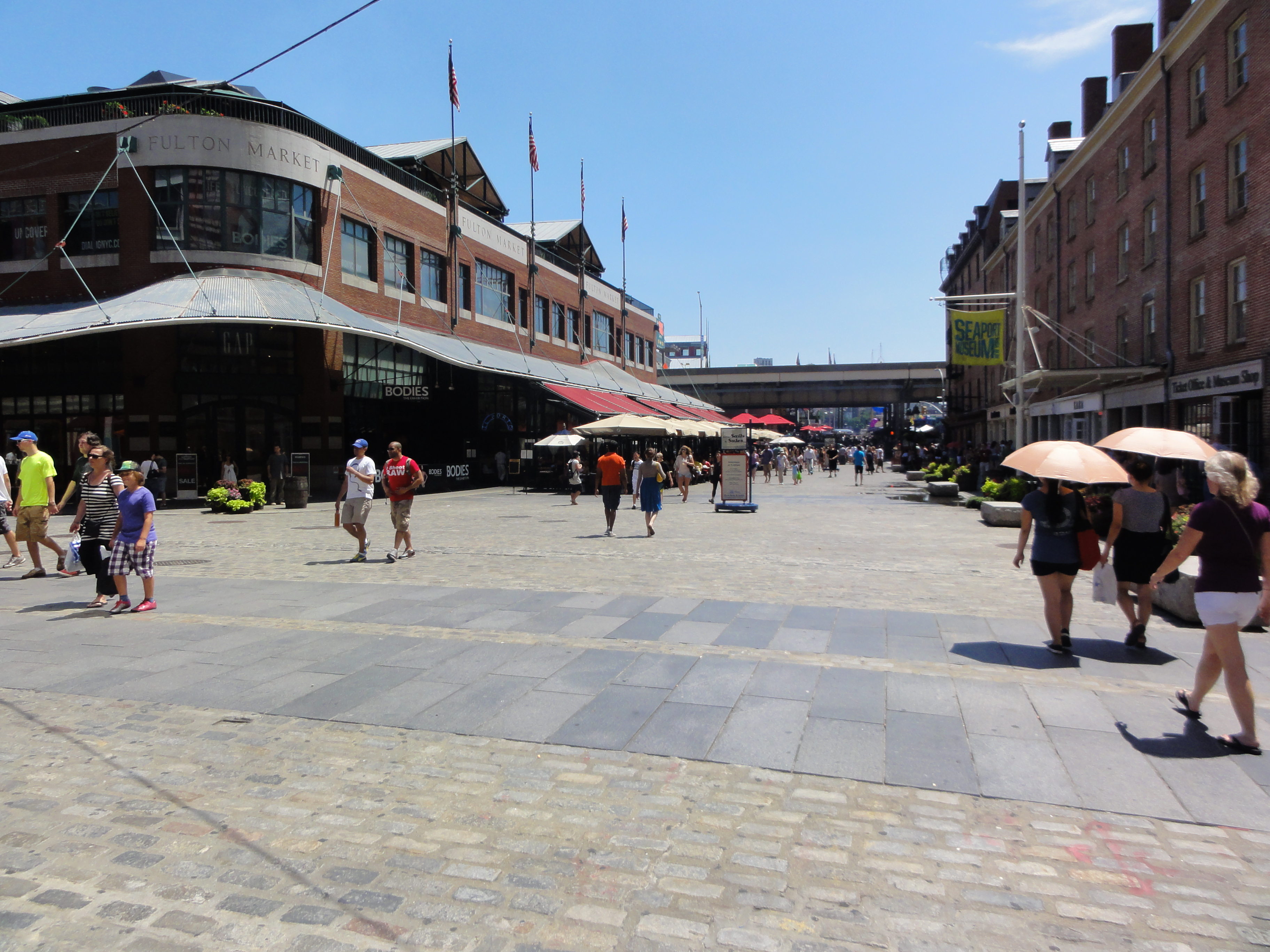
Пешеходная зона на юго-востоке улицы